# Glaciation de Günz
Interglaciaire Donau-Günz Interglaciaire Günz-Mindel
La glaciation de Günz est une période glaciaire du Pléistocène, selon une classification aujourd'hui obsolète. On lui a attribué des âges variables selon les auteurs, mais son étendue temporelle est d'environ 760 000 à 530 000 ans avant le présent, couvrant ainsi trois cycles glaciaires de l'actuelle chronologie isotopique.

## Histoire
La Günz est une rivière, affluent du Danube, qui s'écoule dans le Sud de l'Allemagne. La terminologie traditionnelle des glaciations alpines a été introduite en 1909 par Albrecht Penck et Eduard Brückner, deux géologues allemands. Dans leur classification, Günz était la première phase froide parmi un ensemble de quatre : glaciation de Günz, glaciation de Mindel, glaciation de Riss et glaciation de Würm.

## Autres régions
Günz ne représentait qu'un état de glaciation dans les Alpes, mais elle avait des équivalents approximatifs en Amérique du Nord, en Scandinavie, et dans les Îles Britanniques, ce qui permettait d'en déduire une phase de refroidissement global à cette époque.  

## Chronologie isotopique
La terminologie traditionnelle est aujourd'hui obsolète, dans les Alpes comme partout ailleurs. Elle est remplacée par la chronologie isotopique, valable à l'échelle planétaire. Dans cette chronologie, la glaciation de Günz correspondrait aux stades isotopiques de l'oxygène (SIO) 14 à 18, d'environ 760 000 à 530 000 ans avant le présent.